# ۲۰۳ (پیش از میلاد)
۲۰۳ (پیش از میلاد) ۲۰۳مین سال قبل از تقویم میلادی است.